# Humes karekiet
Humes karekiet (Acrocephalus orinus) is een Aziatische zangvogel uit de familie Acrocephalidae (rietzangers). Gedurende 139 jaar werd deze vogelsoort als uitgestorven geacht. De Nederlandse naam verwijst naar de Britse ornitholoog Allan Octavian Hume die de vogel in 1869 had beschreven onder de naam Phyllopneuste macrorhynchus. In 1905 beargumenteerde Oberholser dat die naam niet geldig was en werd de naam gewijzigd in de huidige naam. 

## Kenmerken
Humes karekiet is 13 cm lang. Opvallend aan deze moerasvogel is de betrekkelijk lange, forse snavel en een lange, smalle staart met puntige staartveren. De vogel is van boven olijfbruin met een roodbruine waas en de borst en buik zijn licht roodbruin tot bijna olijfkleurig, de keel is roomkleurig. De vogel verschilt onder andere van de struikrietzanger (Acrocephalus dumetorum) door een langere, bredere snavel en de lengte van de handpennen. Verder is de vogel van boven iets donkerder.

Verschillen in handpennen.

## Taxonomie
In 1867 werd een Humes karekiet gevangen in Noord-India (het dal van de Sutlej, Himachal Pradesh). Op 27 maart 2006 werd een exemplaar van de rietzanger ontdekt door ornitholoog Philip Round, verbonden aan de Mahidol Universiteit in Bangkok (Thailand). Hij ontdekte de vogel bij een rioleringssysteem van het Laem Phak Bia Environmental Research and Development Project in de buurt van Bangkok. Verder bleek dat in diverse musea exemplaren lagen die gedetermineerd waren als struikrietzanger (A. dumetorum), waaronder vogels uit Tadzjikistan, Kirgizië, Oost-Oezbekistan en Zuidoost-Kazachstan.

## Verspreiding en leefgebied
Deze vogel broedt in noordoostelijk Afghanistan en zuidelijk Tajikistan en overwintert op aan aantal versnipperde locaties in noordelijk India en zuidelijk Thailand.

## Status
De grootte van de populatie is in 2020 geschat op 1500-5000 volwassen vogels. Op de Rode lijst van de IUCN heeft deze soort de status niet bedreigd.